# Comunicații optice prin spațiul liber
Comunicatiile optice prin spatiu liber (în engleză Free-space optical communication, prescurtat FSO) reprezintă o tehnologie de comunicare optica care foloseste lumina propagata in spatiu liber pentru a trasmite date de telecomunicatii sau retele de calculatoare. „Spatiu liber” inseamna aerul, spatiul cosmic, vid sau ceva similar. Acest lucru contrasteaza cu utilizarea solidelor, cum ar fi cablul de fibra optica sau o linie de transmisie optica. Tehnologia este utila in cazul în care conexiunile fizice sunt nepractice, din cauza costurilor ridicate sau din alte considerente.

## Istoric
Comunicatiile optice, in diferite forme, au fost folosite de mii de ani. Grecii antici isi lustruiau scuturile pentru a trimite semnale in timpul luptei (sistem dezvoltat de Cleoxenus, Democleitus si Polybius. In epoca moderna, semafoare si telegrafe solare fara fir, numite heliografe, au fost dezvoltate, folosind semnale codificate, pentru a comunica cu destinatarii lor.
In 1880, Alexander Graham Bell si asistentul sau Charles Sumner Tainter au creat fotofonul, la recent infiintatul Laborator Volta, in Washington, DC. Bell a considerat ca este inventia lui cea mai importanta. Dispozitivul permitea trasmiterea sunetului pe o raza de lumina. Pe 3 iunie 1880, Bell a efectuata prima transmisie de telefonie fara fir intra doua cladiri, la o distanta de aproximativ 213 metri. Prima utilizare practica a inventiei a venit cateva decenii mai tarziu in comunicatiile militare.

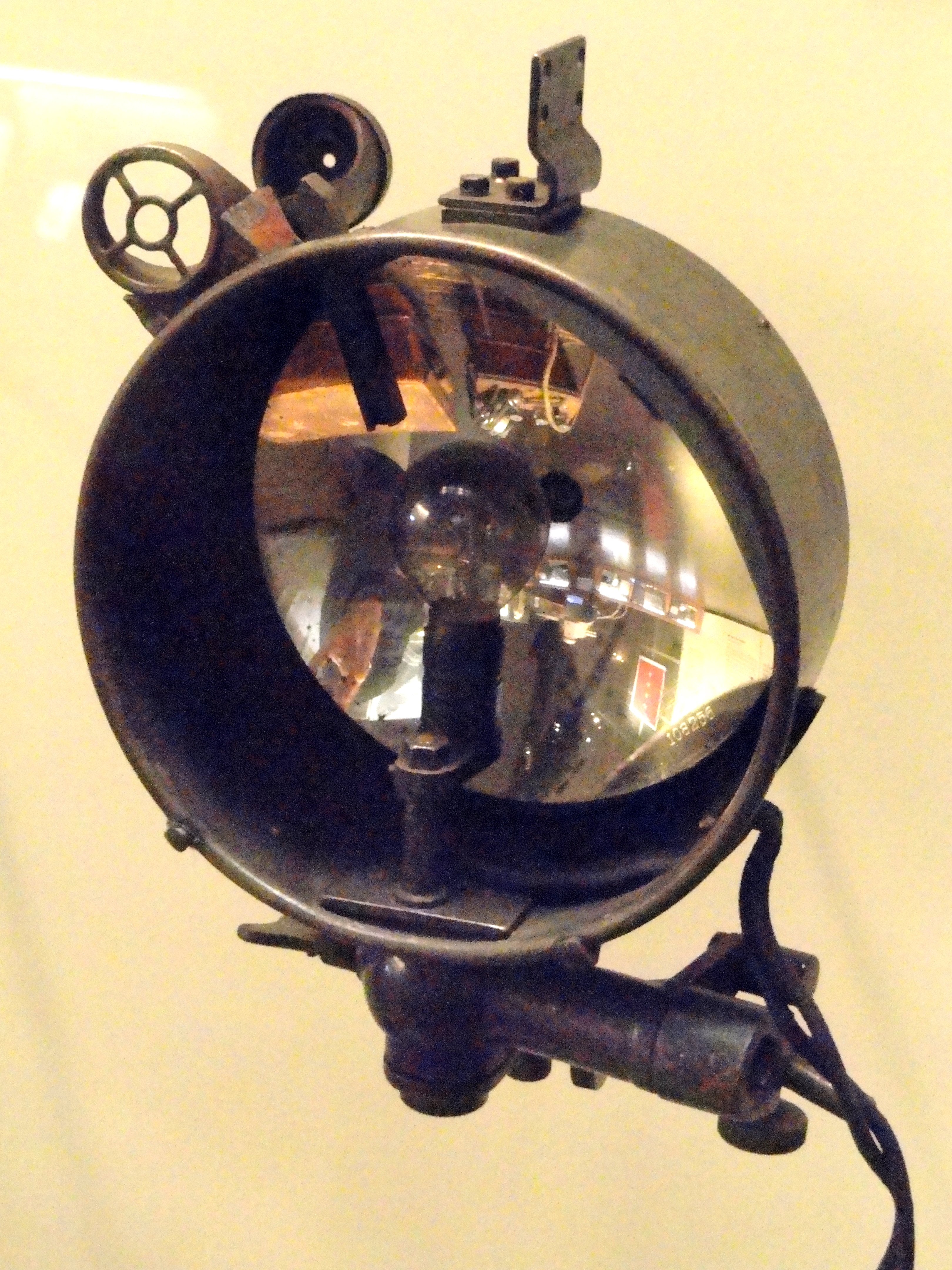
WW I German Blinkgerät

Carl Zeiss Jena a dezvoltat Lichtsprechgerat 80 (traducere directa: dispozitiv care vorbeste lumina), pe care armata germana l-a folosit in unitatile lor de aparare anti-aeronave, din Al Doilea Război Mondial.
Invetarea laserelor in anii 1960 au revolutionat comunicatiile optice in spatiu liber. Organizatiile militare au fost deosebit de interesate si au stimulat dezvoltarea lor. Cu toate acestea, tehnologia a pierdut impulsul de piata atunci cand instalarea de retele fibra optica pentru scopuri civile a fost la apogeu.
Multe telecomenzi simple si ieftine folosesc lumina infraroșu de viteza redusa pentru comunicatii. Acest lucru este cunoscut sub numele de tehonologii IR de consum.

## Utilizare si tehnologii
Linii optice prin spatiu liber, din punct in punct pot fi implementate folosind lumina laser infrarosu, desi comunicatii de nivel redus de date pe distante scurte pot fi posibile folosind LED-uri. Tehnologia Infrared Data Association (IrDA) este o forma foarte simpla de comunicatii optice prin spatiu liber. Optica de spatiu liber este folosita pentru comunicarea aditionala intre nave spatiale. Distanta maxima de legaturi terestre este de ordinul a 2 pana la 3 km, dar stabilitatea si calitatea legaturii este foarte dependenta de factori atmosferici, cum ar fi ploaie, ceata, praf si caldura. Operatorii amatori de radio au obtinut distante semnificativ mai mari folosind surse de lumina incoerente de inalta intensitate (LED-uri). Un operator amator de radio a raportat o distanta de 278 km (173 mile) in 2007. Cu toate acestea, limitarile fizice ale echipamentelor utilizate limiteaza latimea de banda la aproximativ 4 kHz. Sensibilitatile inalte cerute de detector pentru a acoperi asemnea distante au facut din capacitatea interna a fotodiodei folosite un factor de mare dependenta in amplificatorul de inalta impedanta, care a urmat, formand astfel in mod natural un filtru low-pass cu o frecventa de intrerupere in gama a 4 kHz.
In spatiul cosmic, gama de comunicare a comunicatiilor optice prin liber-spatiu este in prezent de ordinul miilor de kilometri, dar are potentialul de a lega distantele interplanetare de milioane de kilometri, folosind telescoape optice pentru expansiunea fasciculului. Recordurile de distanta pentru comunicatiile optice au implicat detectarea si emiterea de lumina laser de catre sonde spatiale. Un record de distanta pentru comunicarea in ambele sensuri a fost facut de catre instrumentul altimetrului laser la bordul navei spatiale Messenger. Aceasta dioda de neodim cu laser infrarosu, conceput ca un altimetru cu laser pentru o misiune pe orbita Mercur, a fost capabila sa comunice pe o distanta de 24 milioane de km (15 milioane de mile), in timp ce nava s-a apropiat de Pamant, in timpul unui zbor din mai 2005. Recordul precedent a fost stabilit de catre proba Galileo, care a detectat o raza laser emisa de pe Pamant din doua lasere amplasate pe sol, cu o sonda exterioara in 1992.
Comunicatii securizate prin spatiu liber au fost propuse folosind un laser interferometru cu fanta-N, în care semnalul laser ia forma unui model interferometric. Orice incercare de a intercepta semnalul determina prabusirea modelului interferometric. Aceasta tehnica a fost demonstrata functionala pe distante de propagare de interes practic si, in principiu, ar putea fi aplicata si pe distante mari in spatiu.

## Comunicarea prin lumina vizibila
Cercetatorii au folosit lumina bazata pe LED-uri albe pentru o retea locala de comunicatii in interior. Aceste sisteme prezinta avantaje peste sistemele traditionale UHF RF, prin izolarea mai buna intre sisteme, marimea si costul receptoarelor/emitatoarelor, licentierea RF si prin combinarea iluminatului interior si comunicatiilor in acelasi sistem. In 2003, un consortiu al Comunicarii cu lumina vizibila a fost format in Japonia. O dioda LED ieftina alba (GaN-fosfor), care ar putea fi folosita pentru iluminatul interior, poate fi modulata de obicei pana la 20 MHz. Datele de transfer de peste 100 Mbit/s pot fi obtinute cu usurinta folosind scheme eficiente de modulare; Siemens sustine ca a obtinut peste 500 Mbit/s in 2010. Cercetarea publicata in 2009 folosea un sistem similar pentru controlul traficului de vehicule automate cu lumini LED de trafic. In ianuarie 2009, o echipa de cercetarea pentru comunicatiile bazate pe lumina vizibila a fost formata de catre Institutul de Inginerie Electrica si Electronica pentru retele personale fara fir cunoscute sub standardul IEEE 802.15.7. O incercare a fost anuntata in 2010 in St. Cloud, Minnesota.

## Aplicatii
Scenarii tipice de utilizare: 
- Conexiuni LAN-to-LAN pe campusuri la viteze Fast Ethernet sau Gigabit Ethernet;
- Conexiuni LAN-to-LAN intr-un oras, o retea metropolitana;
- Pentru a traversa un drum public sau alte obstacole pe care trasmitatorul si receptorul nu le cunosc;
- Furnizarea rapida de servicii de mare latime de banda;
- Convergente de conexiune-voce-date;
- Instalare de retea temporara (pentru evenimente sau alte scopuri);
- Restabilirea rapida a conexiunilor de mare viteza (recuperare de dupa dezastru);
- Ca o alternativa de upgrade sau add-on la tehnologiile fara fir deja existente;
- Ca un add-on de siguranta pentru conexiuni de fibra importante (redundanta);
- Pentru comunicarile intre navele spatiale, inclusiv elemente ale unei constelatii de sateliti;
- Pentru o comunicare inter- si intra- cip.[7]

Fasciculul de lumina poate fi extrem de ingust, ceea ce face greu de a intercepta FSO, imbunatatind siguranta. In orice caz, este comparativ mai usor de a cripta orice date care calatoresc prin FSO pentru securitate sporita. FSP prevede interfete electromagnetice imbunatatite (EMI) fata de utilizarea microundelor.

## Avantaje
- Usor de implementat;

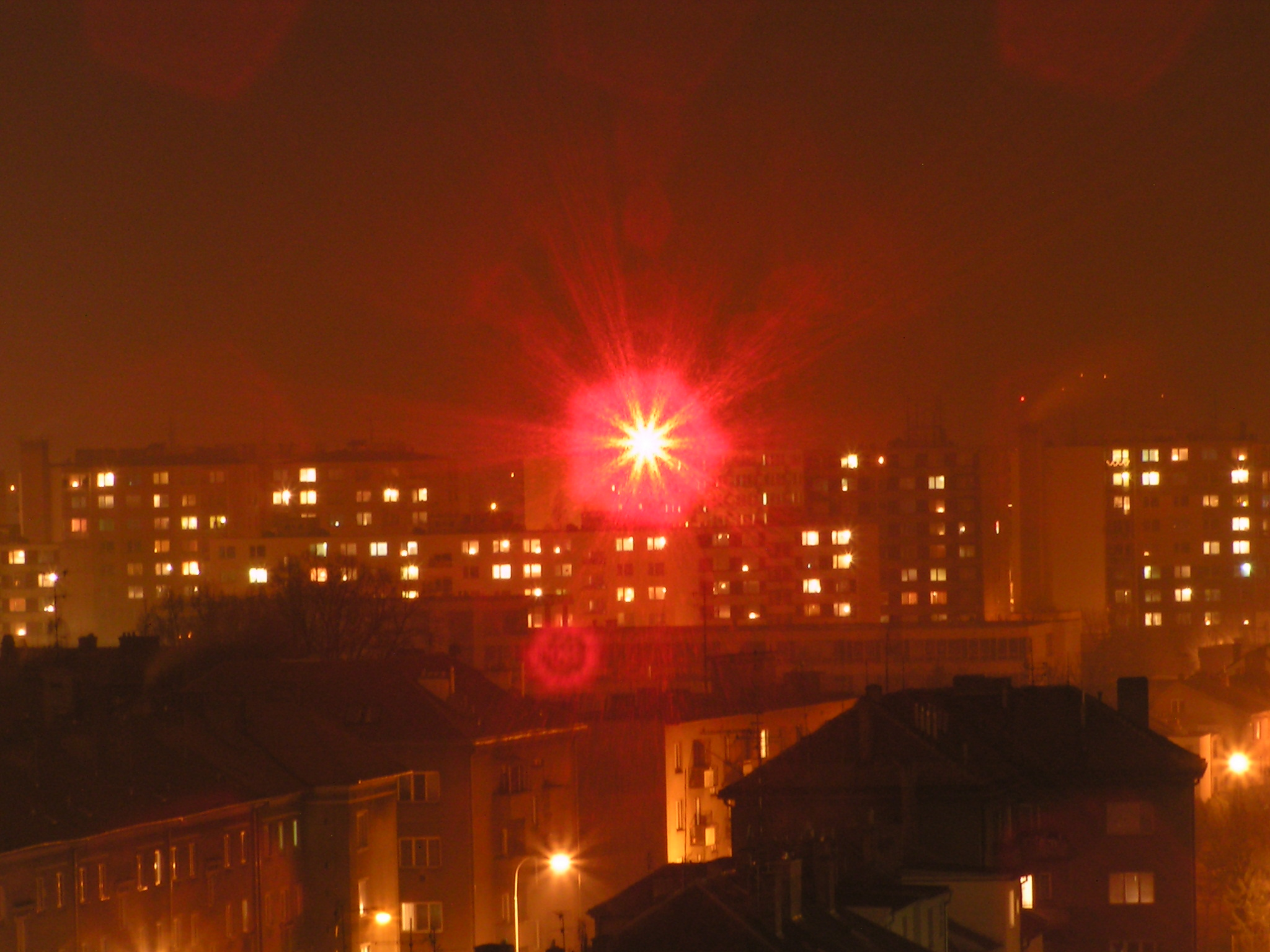
RONJA este o implementare libera de FSO folosind LED-uri de inalta intensitate

- Fara licenta si cu raza mare de operare (in contrast cu comunicatiile radio);
- Rate de biti mai mari;
- Rate mici de eroare;
- Imunitate la interferentele electromagnetice;
- Functionare full-duplex;
- Protocol de transparenta;
- Foarte sigur datorita directionalitatii ridicate si ingustimii fasciculului/lelor.
- Nu este necesara o zona Fresnel;

## Dezavantaje
Pentru aplicatiile terestre, principalii factori de limitare sunt:
- Dispersia fasciculului;
- Absorbtia in atmosfera;
- Ploaia;
- Ceata (10.. ~100 dB/km atenuare);
- Ninsoarea;
- Scintilatia;
- Lumina de fundal;
- Umbrirea;
- Stabilitatea de indicare in vant;
- Poluarea;
- In cazul în care soarele ajunge exact in spatele trasmitatorului, poate disparea semnalul.

Acesti factori determina un semnal de receptor atenuat si pot conduce la o ratie mai mare a erorilor de bit (BER). Pentru a depasi aceste probleme, furnizorii au gasit anumite solutii, cum ar fi arhitecturi multi-fascicul sau pe mai multe cai, care utilizeaza mai mult de un emitator si mai mult de un receptor. Unele dispozitive de top au, de asemnea, marja de decolorare mai mare (un plus de putere, rezervat pentru ploaie, smog, ceata). Pentru a pastra un mediu de siguranta pentru ochi, sistemele FSO bune au un numar limitat de densitate de putere a laserului si suporta clasele 1 sau 1M. Atenuarea cetei si atmosferei, care sunt exponentiale in natura, limiteaza distanta practica de functionare a dispozitivelor FSO la cativa kilometri.

## Referinte
1. ↑  „Book X”. The Histories of Polybius. 1889. pp. 43–46. Accesat în 17 noiembrie 2014.
2. ↑  Mary Kay Carson (2007). Alexander Graham Bell: Giving Voice To The World. Sterling Biographies. New York: Sterling Publishing. pp. 76–78. ISBN 978-1-4027-3230-0.
3. ↑  
Alexander Graham Bell (octombrie 1880). „On the Production and Reproduction of Sound by Light”. American Journal of Science, Third Series. XX (118): 305–324. also published as "Selenium and the Photophone" in Nature, September 1880.
4. ↑  Tom Garlington, Joel Babbitt and George Long (martie 2005). „Analysis of Free Space Optics as a Transmission Technology” (PDF). WP No. AMSEL-IE-TS-05001. U.S. Army Information Systems Engineering Command. p. 3. Arhivat din original (PDF) la 13 iunie 2007. Accesat în 28 iunie 2011.
5. ↑  „IEEE 802.15 WPAN Task Group 7 (TG7) Visible Light Communication”. IEEE 802 local and metro area network standards committee. 2009. Accesat în 28 iunie 2011.
6. ↑  Kari Petrie (19 noiembrie 2010). „City first to sign on to new technology”. St. Cloud Times. p. 1. Arhivat din original la 16 iunie 2013. Accesat în 4 octombrie 2016.
7. ↑  Jing Xue, Alok Garg, Berkehan Ciftcioglu,  Jianyun Hu, Shang Wang, Ioannis Savidis, Manish Jain, Rebecca Berman, Peng Liu, Michael Huang, Hui Wu, Eby G. Friedman, Gary W. Wicks, Duncan Moore (iunie 2010). „An Intra-Chip Free-Space Optical Interconnect” (PDF). the 37th International Symposium on Computer Architecture. Arhivat din original (PDF) la 3 aprilie 2012. Accesat în 30 iunie 2011.